# Metropolitan Police Department of the District of Columbia
Metropolitní policie Washingtonu, D.C. (M.P.D.C.) zajišťuje bezpečnost v hlavním městě USA od roku 1861.

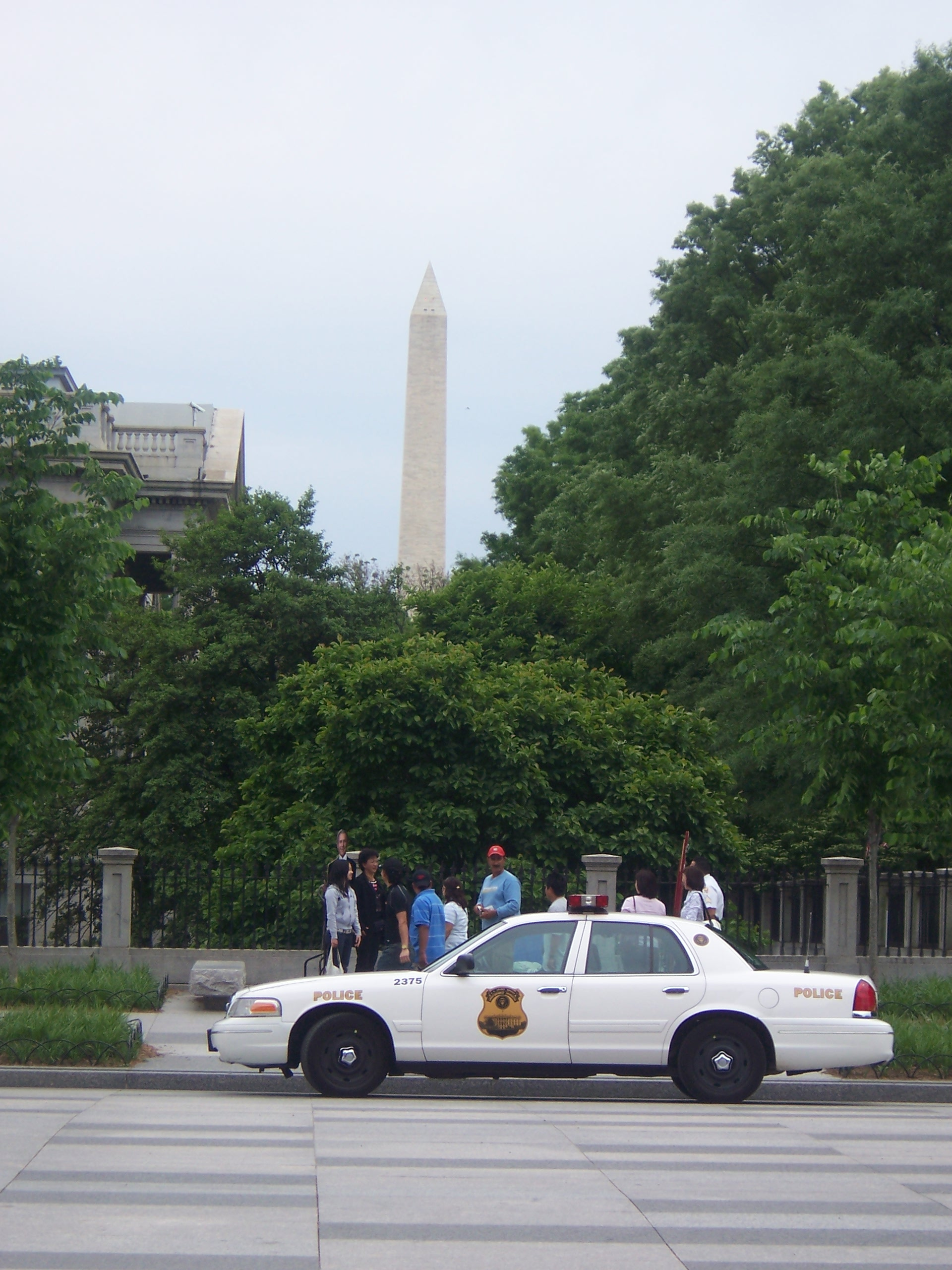
zaparkované vozidlo MPDC, v pozadí washingtonský pomník

MPDC byla založena v roce 1861. Zaměstnává přibližně 3800 policistů a 600 dalších osob.

## Specifikace
Policisté nosí uniformu černé barvy, opatřenou odznakem. Na rameni uniformy je umístěna nášivka se znakem jednotky. Tento znak zdobí také dveře policejních automobilů. Automobily jsou převážně značky Ford. Pro pozemní přepravu dále používá jednotka motocykly a také má jízdní hlídkový útvar.

## Velení
V současné době je velitelkou policie Cathy N. Lanier (jmenována 2. ledna 2007).